# Wybrańcy fortuny
Wybrańcy fortuny (ang. Titans) – amerykański serial telewizyjny, który miał premierę w telewizji NBC 4 października 2000 roku.

## Fabuła
Heather (Yasmine Bleeth) wychodzi za mąż za Richarda Williamsa (Perry King), właściciela potężnej firmy produkującej samoloty, ale mężczyzna jest nieświadomy faktu, że Heather ma romans z jego synem Chandlerem (Casper Van Dien).
Chandler jest pilotem. Rezygnuje jednak z kariery w wojsku, aby zacząć pracę w rodzinnym przedsiębiorstwie. Stara się utrzymać w tajemnicy swoją znajomość z Heather, ale kobieta spodziewa się jego dziecka. Również po ślubie Richarda i Heather Chandler nadal spotyka się ze swoją „macochą” i broni ją przed swoją matką, Gwen (Victoria Principal) i bratem Peterem (John Barrowman), którzy sądzą, że przyjęcie do rodziny nowej żony Richarda może się źle dla nich skończyć.
Wkrótce po ślubie Richard umiera, a Heather, ku rozpaczy Gwen, otrzymuje część spadku i pozostaje w rodzinnej posiadłości. Odtąd Chandler i ona nie muszą już się ukrywać ze swoją miłością. Tymczasem zarząd nad rodzinną firmą przejmuje brat Richarda – Jack (Jack Wagner).

## Obsada

### Główne role
- Casper Van Dien – Chandler Williams
- Yasmine Bleeth – Heather Lane Williams
- John Barrowman – Peter Williams
- Lourdes Benedicto – Samantha Sanchez
- Elizabeth Bogush – Jenny Williams
- Josie Davis – Laurie Williams
- Jason Winston George – Scott Littleton
- Ingo Rademacher – David O’Connor
- Kevin Zegers – Ethan Benchley
- Perry King – Richard Williams
- Victoria Principal – Gwen Williams
- Jack Wagner – Jack Williams

### Występy gościnne
- Katie Stuart – Faith
- Michelle Holgate – Eve
- Robert Phelps – Minister/Bishop
- Timothy Starks – Simon
- Brittney Powell – Maureen

## Odcinki
| Odc. | Tytuł                            | Data                 |
| ---- | -------------------------------- | -------------------- |
| 1    | Pilot                            | 4 października 2000  |
| 2    | Dysfunction Junction             | 11 października 2000 |
| 3    | Guess Who’s Chumming for Dinner? | 18 października 2000 |
| 4    | Stormy Heather                   | 25 października 2000 |
| 5    | Frisky Business                  | 1 listopada 2000     |
| 6    | Bad Will Hunting                 | 8 listopada 2000     |
| 7    | Torn Between Two Mothers         | 15 listopada 2000    |
| 8    | Desperately Seeking Heather      | 22 listopada 2000    |
| 9    | Secrets & Thighs                 | 4 grudnia 2000       |
| 10   | Angels with Dirty Minds          | 11 grudnia 2000      |
| 11   | Payback’s a Bitch                | 18 grudnia 2000      |
| 12   | She Stoops to Conquer            | 28 marca 2001        |
| 13   | Someone Wicked This Way Comes    | 4 kwietnia 2001      |